# Leucosyrinx lancea
Leucosyrinx lancea is een slakkensoort uit de familie van de Pseudomelatomidae. De wetenschappelijke naam van de soort is voor het eerst geldig gepubliceerd in 2001 door Lee.